# Virgilio Pante
Virgilio Pante IMC (ur. 16 marca 1946 w Lamon) – włoski duchowny rzymskokatolicki działający w Kenii, w latach 2001–2022 biskup Maralal.

## Życiorys
Święcenia kapłańskie przyjął 26 grudnia 1970 w zgromadzeniu Misjonarzy Matki Bożej Pocieszenia. Po rocznym przygotowaniu misyjnym w Anglii i Irlandii wyjechał do Kenii i przez 17 lat pracował w tamtejszych diecezjach. W latach 1979–1987 był rektorem seminarium w Maralal. W 1988 powrócił do Irlandii i został animatorem misyjnym. Rok później został zastępcą rektora zakonnego kolegium misyjnego w Londynie. W 1995 ponownie wyjechał do Kenii i objął funkcję proboszcza w Chiga, zaś rok później został wybrany wiceprowincjałem prowincji kenijsko-ugandyjskiej swego zgromadzenia.

### Episkopat
15 czerwca 2001 papież Jan Paweł II mianował go biskupem diecezji Maralal. Sakry biskupiej udzielił mu 6 października tegoż roku kard. Jozef Tomko. 20 czerwca 2022 papież Franciszek przyjął jego rezygnację z funkcji biskupa Maralal.